# Co za tydzień
Co za tydzień est une émission diffusée sur TVN et TVN Style depuis le 7 janvier 2001. Elle propose un mélange d'informations au sujet des événements du monde de la culture et du divertissement, principalement des événements médiatiques. L'émission est présentée par Olivier Janiak (pl).

## Diffusion
L'émission est diffusée :
- Le lundi sur TVN Style de 8 h 15 à 9 h ;
- Le mardi sur TVN ;
- Le samedi sur TVN Style de 8 h 40 à 9 h 25 ;
- Le dimanche sur TVN de 11 h 30 à 12 h 5.